# Ophioderma appressa
Ophioderma appressa (Synoniemen: Ophiura appressa, Ophioderma appressum, Ophioderma virescens) is een slangster uit de familie Ophiodermatidae.
De wetenschappelijke naam van de soort werd in 1825 gepubliceerd door Thomas Say. De soort bevat meerdere rassen, waaronder  de harlekijn-slangster.